# Euphorbia horwoodii
Euphorbia horwoodii är en törelväxtart som beskrevs av Susan Carter och John Jacob Lavranos. Euphorbia horwoodii ingår i släktet törlar, och familjen törelväxter.
Artens utbredningsområde är Somalia. Inga underarter finns listade i Catalogue of Life.